# Hluhluwe
Hluhluwe este un oraș din provincia Kwazulu-Natal, Africa de Sud.